# Accuracy International AS50
L'AS50 è un fucile semiautomatico prodotto dalla britannica Accuracy International. Si  tratta di un fucile di precisione anti-materiale camerato per il proiettile .50 BMG (12,7 × 99mm NATO) che consente ai tiratori di colpire obiettivi a grande distanza con grande precisione, utilizzando munizioni esplosive o incendiarie.

## Storia
Il fucile fu mostrato per la prima volta nel gennaio 2005 allo SHOT Show negli Stati Uniti e subito suscitò l'attenzione degli US Socom che ne richiesero alcuni modelli in prova. In tempi più recenti il fucile è stato richiesto anche dallo US Navy Special Operations Center per una valutazione dell'arma.

## Caratteristiche

### Funzionamento
L'arma adotta il sistema di ripetizione semiautomatica a ricircolo di gas e un freno di bocca, ottenendo in questo modo un minor rinculo rispetto al modello AW-50 a otturatore girevole-scorrevole e quindi una più veloce acquisizione dei bersagli.

### Design
Il fucile è facilmente trasportabile, ergonomico e relativamente leggero. Può essere disassemblato in meno di tre minuti e la manutenzione non richiede l'uso di attrezzi specifici.
La parte superiore del castello è dotata di una slitta Picatinny integrata per il montaggio di ottiche o altri accessori di puntamento. Altre due slitte (più corte) sono montate sui due lati della copertura della canna per il montaggio di accessori aggiuntivi.
Il fucile pesa 14,1 kg vuoto ed ha in dotazione un caricatore amovibile monofilare da 5 colpi .50 BMG sovrapposti.

### Dati balistici
L'AS50 ha una precisione di 1,5 minuti angolari (MOA in terminologia inglese). È dotato di un bipiede regolabile e di un supporto posteriore per la gamba/mano per consentire maggiore stabilità durante lo sparo. L'arma può colpire con precisione bersagli fino 1500 metri di distanza.